# Chrysozephyrus
Chrysozephyrus is een geslacht van vlinders van de familie Lycaenidae.

## Soorten
- C. assamica (Tytler, 1915)
- C. atabyrius (Oberthür, 1913)
- C. aurorinus (Oberthür, 1880)
- C. bhutanensis (Howarth, 1957)
- C. birupa (Moore, 1877)
- C. brillantinus (Staudinger, 1887)
- C. chinensis (Howarth, 1957)
- C. desgodinsi (Oberthür, 1913)
- C. disparatus (Howarth, 1957)
- C. dubernardi (Riley, 1939)
- C. duma (Hewitson, 1869)
- C. dumoides (Tytler, 1915)
- C. esakii (Sonan, 1940)
- C. hisamatsusanus (Nagami & Ishiga, 1937)
- C. intermedia (Tytler, 1915)
- C. jakamensis (Tytler, 1915)
- C. kabrue (Tytler, 1915)
- C. khasia (De Nicéville, 1890)
- C. kirbariensis Tytler, 1915
- C. letha (Watson, 1896)
- C. marginatus (Howarth, 1957)
- C. muhshengi Shimonoya & Murayama, 1971
- C. mushaellus (Matsumura, 1938)
- C. neidhoeferi Shimonoya & Murayama, 1971
- C. nigroapicalis (Howarth, 1957)
- C. niitakanus (Kano, 1928)
- C. nishikaze (Araki & Shibatani, 1941)
- C. paona (Tytler, 1915)
- C. pedius (Leech, 1893)
- C. rarasanus (Matsumura, 1939)
- C. sanctissima (Araki & Shibatani, 1948)

- C. sandersi (Howarth, 1957)
- C. scintillans (Leech, 1893)
- C. sikkimensis (Howarth, 1957)
- C. sikongensis (Murayama, 1957)
- C. smaragdina (Bremer, 1861)
- C. smaragdinus (Oberthür, 1879)
- C. souleana (Riley, 1939)
- C. splendidulus Murayama, 1965
- C. subnivalis Kawazoé & Wakabyashi, 1969
- C. surioia (Tytler, 1915)
- C. syla (Kollar, 1848)
- C. tatsienluensis (Murayama, 1957)
- C. tienmushanus Shirôzu & Yamamoto, 1959
- C. triloka (Hannyngton, 1910)
- C. tytleri (Howarth, 1957)
- C. vittata (Tytler, 1915)
- C. watsoni (Evans, 1927)
- C. yunnanensis (Howarth, 1957)
- C. zoa (De Nicéville, 1889)
- C. zulla (Tytler, 1915)